# Sân bay Gorna Oryahovitsa
Sân bay Gorna Oryahovitsa là một sân bay ở bắc trung bộ Bulgaria, vị trí hầu như cách đều các trung tâm hành chính ở Bulgaria: Sofia, Varna, Rousse, Plovdiv, Stara Zagora, Pleven, Bourgas.
Sân bay này cách cố đô Bulgaria Veliko Tarnovo khoảng 12 km.
Theo Cục hàng không dân dụng Bulgaria (http://caa.gateway.bg), năm 2006, sân bay này đã phục vụ 515 lượt khách, năm 2007 là 941 lượt khách.

### Các hãng bay thuê bao
- BH Air
- Hemus Air

### Các hãng vận tải hàng hóa
- Aviostart
- Bright Aviation Services
- Scorpion Air
- Vega Airlines